# Namisi Rodney Kefas
 (juin 2025).
Motif : Entre le spam cross wiki de Mandikes, les références qui ne soutiennent pas le propos (Watchdog Ouganda, Shoutoutla) et les sources ougandaises sur le petit-fils du dictateur en poste, et le fils du prochain dictateur (avec toute la brosse à reluire que ça implique), j'ai du mal à évaluer l'admissibilité. De loin, j'ai l'impression qu'il a surtout des rôles mineurs.
- Archive Wikiwix
- Bing
- Cairn
- DuckDuckGo
- E. Universalis
- Gallica
- Google
- G. Books
- G. News
- G. Scholar
- Persée
- Qwant
- (zh) Baidu
- (ru) Yandex
- (wd) trouver des œuvres sur Wikidata

| 1. | Préciser le motif de la pose du bandeau. | Précisez le motif de la pose du bandeau en utilisant la syntaxe suivante : {{admissibilité à vérifier\|date=juillet 2025\|motif=remplacez ce texte par le motif}}                        |
| 2. | Informer les utilisateurs concernés.     | Pensez à avertir le créateur de l'article, par exemple, en insérant le code ci-dessous sur sa page de discussion : {{subst:avertissement admissibilité à vérifier\|Namisi Rodney Kefas}} |

Namisi Rodney Kefas Kainerugaba, également connu sous le nom Kefas Brand, est un acteur et mannequin ougandais Il est le fils du général Muhoozi Kainerugaba.

## Biographie
Namisi est né le 24 mai 2001 de Muhoozi Kainerugaba et Charlotte Nankunda Kutesa,, dans la ville de Mbale,,, Il obtient une licence en journalisme et gestion des médias à l'université Makerere, puis poursuit ses études à l'Identity School of Acting and Drama à Londres, au Royaume-Uni.

## Carrière
Namisi a commencé sa carrière d'acteur en 2007, apparaissant dans des films et séries télévisées ougandaises,,. Il est notamment connu pour son rôle de Bell dans la série Netflix "I Woke Up a Vampire" et celui d'Enzo,, dans Absolute Beginners,.

### Production cinématographique
En 2020, il  s'est lancé dans la production de films, sortant son premier film "Lucky Winners", suivi de "Dubai Outfits" et "The Funny Video". Ces films ont été produits sous sa société Think Media Uganda.

### Think Media Uganda
il est le PDG et fondateur de Think Media Uganda, un conglomérat de médias qui abrite Think TV Uganda (chaîne de télévision) et Think TV FM Uganda (station de radio). La société a été fondée en 2019, avec le lancement de Think TV Uganda en 2020 et Think TV FM Uganda en 2022.

## Filmographie
Télévision
- Sexy Beast (2024) : Shawn
- Absolute Beginners (2023) : Enzo[19]
- Doona! (2023) : chauffeur[20]
- A Murder at the End of the World (2023) : Cloud[21]
- I Woke Up a Vampire (2023) : Bell[22]

Cinéma
- The Silence of the Marsh (2019) : Herrera
- The Girl in the Yellow Jumper (2020) : Rodney
- The Engineer (2023)
- Ballerina (2023) : Lee
- Infiesto (2023)
- The Strays (2023) : Tonny
- Hidden Strike (2023) : Hugh
- Gangs of Lagos (2023) : Ogun
- Sam Bahadur (2023)